# シブスタ S.B.S.T
『シブスタ』は、テレビ東京（関東ローカル）で2004年3月29日から2005年3月31日まで放送していた若者向けバラエティ番組。放送時間は、月曜日から金曜日の17:25 - 17:55。司会進行は各曜日レギュラーで、若手芸人とグラビアアイドルが司会を務めた。

## 概要
毎週平日の夕方に東京・渋谷の『SHIBUYA BOXX』のスタジオから生放送を行っていた。このスタジオでは、『ぎんざNOW!』に似たものとなっていた。
増刊号的な番組として2004年10月3日から2005年3月27日まで日曜日の深夜2:15 - 2:30で、「シブスタ袋とじ」も放送されたが、なぜかレギュラー版を放送していない名古屋のテレビ愛知でも放送されていた。
夕方の時間帯では深く取り上げることのできない、フェロモン中学生（略称・フェロ中）、水着クイーンなどを取り上げている。
　　
- 当時のお笑いブームに乗って若手芸人を司会に抜擢したが、力不足は否めず、伊集院光はラジオで彼らに同情する発言をしていた。
- 当初は毎曜日視聴者のケータイ投票があり双方向をアピールしたがしだいに縮小された。
- 月曜の無名芸人がネタ披露する「お笑いインディーズ」は赤いプルトニウムや狩野英孝を輩出した。

## 出演者

### レギュラー
- 月曜日：ライセンス、小倉優子（共に2004年3月29日 - 2005年3月28日）、浜田翔子（2004年11月1日 - 2005年3月28日）
- 火曜日：ロバート、安田美沙子（共に2004年3月30日 - 2005年3月29日）、夏川純（2004年11月2日 - 2005年3月29日）
- 水曜日：スピードワゴン（2004年11月3日 - 2005年3月30日）、熊田曜子、富田麻帆（共に2004年3月31日 - 2005年3月30日）
- 木曜日：アメリカザリガニ、山本梓（共に2004年4月1日 - 2005年3月31日）、福下恵美（2004年11月4日 - 2005年3月31日）
- 金曜日：おぎやはぎ、森下千里、和希沙也（全員2004年4月2日 - 2005年3月25日。他の曜日より早く終了）

#### 途中で降板したレギュラー
- 桜木睦子（月曜日、2004年3月29日 - 2004年10月25日）
- 岩佐真悠子（火曜日、2004年3月30日 - 2004年10月26日）
- ますだおかだ（水曜日、2004年3月31日 - 2004年10月27日）
- 嘉陽愛子（木曜日、2004年4月1日 - 10月28日。ただし、降板後もゲストで出演したことがある）
- ホリ（金曜日、2004年4月2日 - 12月24日）

#### 変遷
| 曜日 | 出演者（2004年4月 - 10月）        |
| ---- | --------------------------------- |
| 月曜 | ライセンス/小倉優子/桜木睦子      |
| 火曜 | ロバート/安田美沙子/岩佐真悠子    |
| 水曜 | ますだおかだ/熊田曜子/富田麻帆    |
| 木曜 | アメリカザリガニ/山本梓/嘉陽愛子  |
| 金曜 | おぎやはぎ/ホリ/森下千里/和希沙也 |

| 曜日 | 出演者（2004年11月 - 12月）       |
| ---- | --------------------------------- |
| 月曜 | ライセンス/小倉優子/浜田翔子      |
| 火曜 | ロバート/安田美沙子/夏川純        |
| 水曜 | スピードワゴン/熊田曜子/富田麻帆  |
| 木曜 | アメリカザリガニ/山本梓/福下恵美  |
| 金曜 | おぎやはぎ/ホリ/森下千里/和希沙也 |

| 曜日 | 出演者（2005年1月 - 3月）        |
| ---- | -------------------------------- |
| 月曜 | ライセンス/小倉優子/浜田翔子     |
| 火曜 | ロバート/安田美沙子/夏川純       |
| 水曜 | スピードワゴン/熊田曜子/富田麻帆 |
| 木曜 | アメリカザリガニ/山本梓/福下恵美 |
| 金曜 | おぎやはぎ/森下千里/和希沙也     |

### フェロモン中学生（略称：フェロ中）
- 齋藤恵
- 新家麗来メンバー内で唯一の高校1年生
- 長谷川詩歩
- 藤井真世（メンバーの中で唯一の小学生）
- 伊澤美咲
- 奥谷侑加
- 小嶋夏菜
- 野沢彬乃（現・彬乃）
- 戸井田杏南（現・今野杏南）
- 庄司あり沙
- 山崎早百合
- ジルソン・ケイテリン
- 竹田真恋人
- 中島亜友美
- 磯部友香
- 藤江莉莎

#### 備考
- 「フェロモン中学校 コスプレ修学旅行〜親には内緒の1泊2日〜」というDVDが作られた。（2005年3月、テレビ東京・ジェネオンエンタテインメント）

### 特記事項
- なお、シブスタレギュラーのうち小倉優子、森下千里、安田美沙子、夏川純、浜田翔子とフェロモン中学生のメンバー奥谷侑加は後番組の『ぶちぬき』にも引き続き出演していた。
- また、木曜レギュラーのアメリカザリガニ、山本梓、福下恵美と、フェロモン中学生メンバーの小嶋夏菜、中島亜友美は『美少女研究所』（2005年10月 - 12月、『沿線美少女グランプリ』の発展版）に出演していた。

## スタッフ
- 構成：つかはら、金森直哉、今村クニト、南山ゆきひろ、むらこし豪昭、石井裕之、オークラ、相澤昇
- ディレクター：木村康司、亀山嘉之、狩野丈志、石原健二、浜村俊郎、佐久間宣行、前川善郎
- アシスタントプロデューサー：五箇公貴（テレビ東京）、吉岡由紀
- 演出：大庭竹修（テレビ東京）
- プロデューサー：大原潤三（テレビ東京）、峯田大介（フリー）、曽我勉
- 制作協力：東阪企画、アミューズ